# 11017 Billputnam
11017 Billputnam eller 1983 BD är en asteroid i huvudbältet som upptäcktes den 16 januari 1983 av den amerikanske astronomen Edward L.G. Bowell vid Anderson Mesa Station. Den är uppkallad efter William L. Putnam.
Asteroiden har en diameter på ungefär 12 kilometer.